# Kappel (Lenzkirch)
Kappel ist ein Ortsteil der Gemeinde Lenzkirch im Landkreis Breisgau-Hochschwarzwald in Baden-Württemberg.

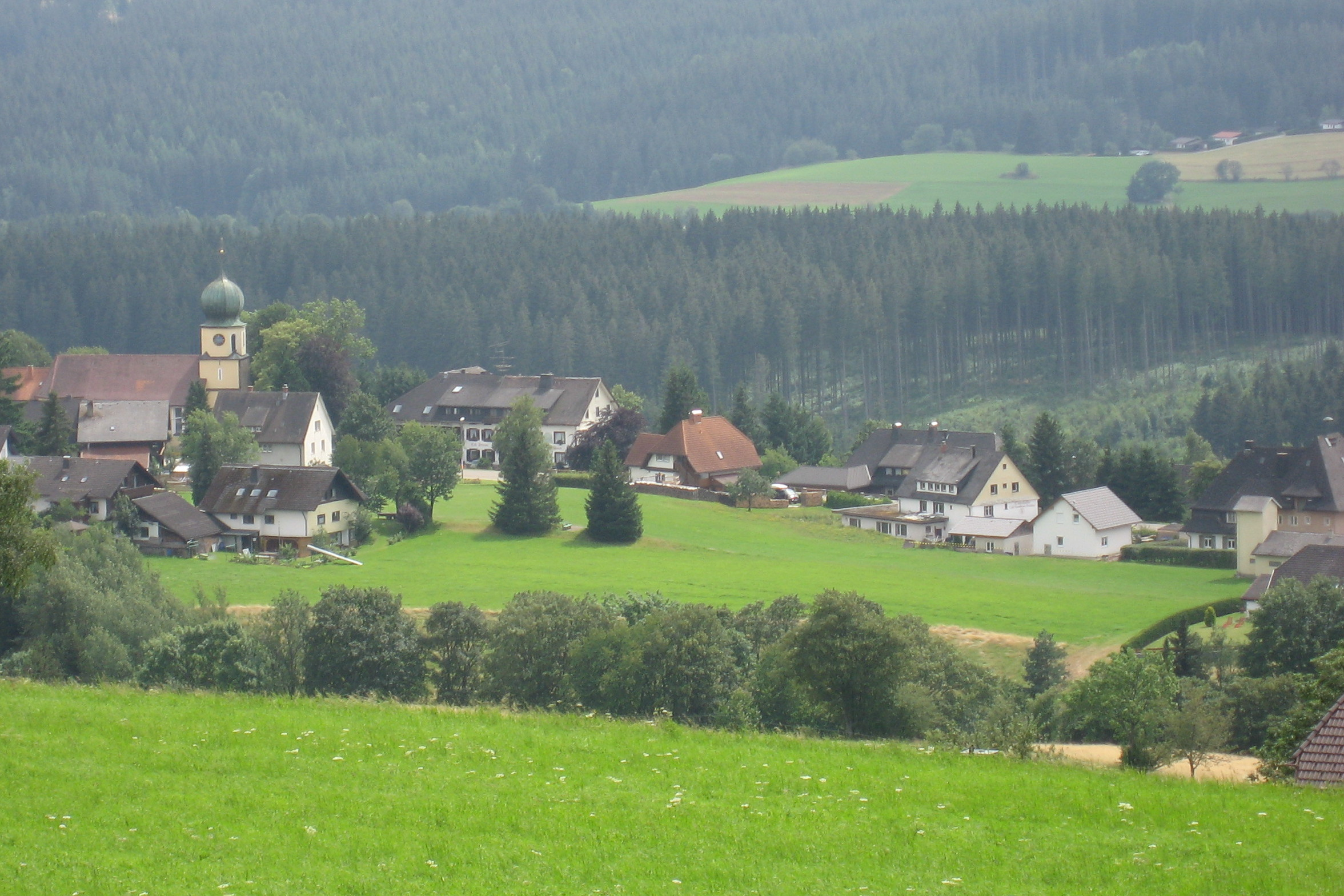
Ortsmitte von Kappel mit der St.-Gallus-Kirche

Der Ort liegt am Südhang des Hochfirstrückens auf rund 900 m Meereshöhe inmitten des Naturparks Südschwarzwald, nahe Schluchsee, Titisee-Neustadt und dem Feldberggebiet.
Kappel ist aufgrund seiner Lage und des Klimas vom Tourismus geprägt. Neben verschiedenen Hotels und Pensionen gibt es einige wenige Handwerksbetriebe, die im Ort Beschäftigung geben. Viele der 785 Einwohner pendeln in die Industriebetriebe in der näheren und weiteren Umgebung.
Die umgebende Landschaft bietet einen Ausgangspunkt für Wanderungen, Radtouren oder Wintersport. Im östlichen Gebiet der Gemeinde befindet sich der Einstieg in die Wutachschlucht. Dort fließen Haslach und Gutach zusammen und werden zur Wutach. Von den 2500 Pflanzenarten Mitteleuropas findet sich allein hier die Hälfte.
Seit Juni 2008 verläuft der Bähnleradweg auf der ehemaligen Eisenbahnstrecke Kappel Gutachbrücke – Bonndorf (im Schwarzwald). Die Strecke ist Teil des Südschwarzwaldradweges von Hinterzarten über Waldshut-Tiengen, Basel und Freiburg und ohne größeren Höhenanstieg per Rad oder per Pedes zu bewältigen. Sie führt vorbei am ehemaligen Bahnhof Kappel Gutachbrücke, weiter zur Kappler Kiesgrube und von dort am Mühlenweg entlang zum alten Eisenbahnviadukt bei der früheren Schleifenmühle. Ebenfalls auf der Strecke befindet sich der ehemalige Bahnhof Kappel-Grünwald.
Freizeitmöglichkeiten bieten sich im Sommer durch Veranstaltungen der örtlichen Vereine oder das unbeheizte Freibad. Dieses Bad wird von einem Förderverein in Zusammenarbeit mit der Gemeinde getragen. Im Winter können ein Skilift an der Gutachhalde oder verschiedene Loipen genutzt werden.
Urkundliche Erwähnung findet der Ort als Capella (1275), Kapelle (1337), Cappell (um 1365) und Cappel (1382). Die ortseigene St.-Gallus-Kirche gehörte ursprünglich zum Kloster Grünwald und wurde 1695 geweiht.
Am 1. Januar 1975 wurde Kappel nach Lenzkirch eingemeindet.

## Persönlichkeiten
- Felix Faller (1835–1887), Kunstmaler, wurde auf dem Fallerhof in Kappel geboren.
- Pius XII. (1876–1958), apostolischer Nuntius und späterer Papst, besuchte Kappel am 29. August 1929 während einer Fahrt durch den Schwarzwald und spendete den apostolischen Segen[4]
- Moses Rosenkranz (1904–2003), deutschsprachiger Dichter aus der Bukowina, lebte mehrere Jahre in Kappel und starb dort